# American Pie Présente : No Limit!
Pour les articles homonymes, voir American Pie.
Série American Pie Présente
American Pie Présente : String Academy
(2006)
Pour plus de détails, voir Fiche technique et Distribution.
American Pie Présente : No Limit! ou Folies de graduation Présente : Le Camp musical au Québec  (American Pie Presents: Band Camp) est un film américain de Steve Rash, sorti directement en vidéo en 2005.
Il s'agit du premier volet de la série de films American Pie Présente, spin-off de la série cinématographique American Pie. Ce film ne reprend donc pas les personnages principaux de la saga principale.

## Résumé
Le jeune frère de Stifler, Matt (Tad Hilgenbrink), est contraint de passer son été dans un infâme camp de musique, où il va faire les quatre cents coups en cachant des caméras ou en draguant des éducatrices plutôt sexy. Mais quand il tombe amoureux de sa camarade Elyse Houston (Arielle Kebbel), ses efforts pour suivre les pas de son obsédé sexuel de frère vont très certainement échouer. Le père de Jim (Eugene Levy) revient avec ses conseils toujours embarrassants, et aide le jeune frère de Stifler à revenir sur le droit chemin.
Matthew Stifler regarde un film érotique produit par son frère Steve. Il explique à ses deux amis qu'il peut faire aussi bien que son frère. Le jour de la remise des diplômes, le trio sabote les instruments de l'orchestre en les saupoudrant de poivre. Matt est démasqué et envoyé dans le camp de vacances Tall Oaks par le Sherminator, devenu conseiller d'orientation du lycée Great falls. Il prévoit de filmer les musiciens à leur insu pendant l'été et d'en faire un film. Il commande un ensemble de caméras miniatures qu'il se fait livrer à l'adresse du camp. À son arrivée, il repère les « conseillères » du camp, jeunes filles blondes très attirantes. Il agresse des membres de Beechwood Academy après avoir été provoqué. Des lycéens de Great Falls le neutralisent et l'emmènent voir le MACRO, redoutable à leurs yeux ; en réalité, il s'agit de Noah Levenstein qui explique les règles du camp à Matt. Matt récupère ses affaires et va dans sa chambre où il retrouve Ernie Kaplowitz, saxophoniste. Matt le malmène et lui explique qui est le « patron » de la chambre.
Lors du déjeuner, il se fait inviter par les filles dans leur chambre : Elyse, Chloe et deux autres filles. Il y va après avoir dissimulé une caméra sous sa casquette. Il se fait piéger et se retrouve nu devant l'infirmière du camp. Noah Levenstein encourage Elyse et Matt à travailler ensemble.
Plus tard, lorsque Matt filme des filles sous la douche, la buée rend inutilisable la vidéo. Ernie qui se révèle doué pour la robotique et la technique lui montre quoi utiliser pour filmer. Ils concluent alors un pacte ; Ernie ne dira rien en échange de quoi il pourra regarder les vidéos, d'autant que le robot d'Ernie peut filmer également. Matt va expliquer à Ernie comment séduire Chloe.
Un ami de Matt avec qui il parle au téléphone lui explique que le mieux est de prétendre être amical avec ses collègues musiciens, ce qui lui permettra de les filmer plus facilement.
Matt suit le conseil, se fait accepter... et filme beaucoup plus facilement.
Un soir de fête, des couples se forment, Oscar le batteur avec Sheree, Jimmy le trompettiste avec Dani, Chloe avec Ernie. Matt donne à boire de l'alcool à Elyse qui devient très vite saoule. Matt veut « se faire plaisir » avec un hautbois mais ne réussit qu'à se retrouver coincé.
Il doit prendre un bain de glaçons pour décoincer l'instrument de musique.
Dès le lendemain, Matt motive les lycéens de Great Falls pour qu'ils gagnent la compétition face aux autres lycées. Cela marche bien et Matt se met à jouer du triangle. Elyse et Matt se mettent à sortir ensemble.
Un jour, les danseuses arrivent et traitent Matt de « débile » en le voyant avec les musiciens ; Matt révèle qu'il mène un double jeu afin de mieux les filmer, et leur montre son « travail » ; les filles sont émerveillées. Entretemps, Ernie a fait suivre Matt par son robot et découvre le double jeu, le robot se réfugie dans les douches où des filles dévêtues se trouvent. Le robot fuit et entre dans la chambre où se trouve Matt au moment où Elyse passe devant. Elle découvre qu'elle a été filmée nue à son insu.
L'ordinateur de Matt est confisqué par Oscar qui s'en débarrasse mais Matt a une sauvegarde sur son disque dur. Ernie regrette profondément d'avoir suivi Matt dans cette voie. Pour aider ses ex-collègues à gagner le concours, Matt verse une boisson vomitive dans la glacière de boissons de Beechwood Academy ; Oscar et Jimmy échangent les glacières et la boisson « contaminée » devient celle des lycéens de Great Falls. Au moment de commencer, ils vomissent tous ; Matt repart tête basse et Noah Levenstein lui explique que son comportement ne mènera à rien car les gens que Steve Stifler prenait pour ses amis (dans les trois premiers opus) ne l'appréciaient pas vraiment.
Pris de remords, Matt efface les vidéos qu'il a tournées et aide Elyse à gagner le concours en lui envoyant une fausse invitation de l'académie de musique tout en prévenant chacun des musiciens qui font la surprise d'être présents et jouent leur partition. Elyse réussit son audition et embrasse Matt.

## Fiche technique
Sauf indication contraire, les informations mentionnées dans cette section peuvent être confirmées par la base de données cinématographiques IMDb,  présente dans la section « Liens externes ».
- Titre original : American Pie présente: No Limit!
- Titre français : American Pie: No Limit! ; American Pie 4 : Vacances forcées (titre TV)
- Titre québécois : Folies de graduation : Le Camp musical
- Réalisation : Steve Rash
- Scénario : Adam Herz (en) et Brad Riddell, d'après les personnages créés par Adam Herz
- Musique : Robert Folk
- Direction artistique :  T.K. Kirkpatrick
- Décors : Anton Tremblay
- Costumes : Cynthia Bergstrom
- Photographie : Victor J. Kemper
- Son : Jonathan Wales, Joshua Minyard
- Montage : Danny Saphire
- Production : Mike Elliott

Production exécutive : Joseph P. Genier
Production déléguée : Craig Perry et Warren Zide
- Sociétés de production[1] : Universal Pictures, Capital Arts Entertainment et Rogue Pictures
- Sociétés de distribution[1] : Universal Studios
- Budget : 15 millions $USD
- Pays d'origine :  États-Unis
- Langue originale : anglais
- Format : couleur
- Genre : comédie, musical, romance
- Durée : 87 minutes
- Dates de sortie (sortie directement en vidéo)[2] :
  - États-Unis : 26 décembre 2005
  - France : 6 décembre 2005
  - Belgique : 11 mars 2007
- Classification[3] :
  -  États-Unis : Interdit aux moins de 17 ans (R – Restricted)[Note 1].
  -  France : Tous publics

## Distribution
- Tad Hilgenbrink (VF : Pascal Nowak) : Matt Stifler
- Arielle Kebbel (VF : Dorothée Pousséo) : Elyse Houston
- Jason Earles (VF : Yoann Sover) : Ernie Kaplowitz
- Omar Benson Miller (VF : Gilles Morvan) : Oscar
- Crystle Lightning (VF : Charlyne Pestel) : Chloe
- Jun Hee Lee (VF : Alexandre Nguyen) : James Chong
- Eugene Levy (VF : Michel Papineschi) : Noah Levenstein
- Chris Owen (VF : Christophe Lemoine) : Chuck Sherman
- Matt Barr (VF : Benjamin Pascal) : Brandon Vandecamp
- Lauren C. Mayhew (VF : Marie-Eugénie Maréchal) : Arianna
- Angela Little (VF : Anouck Hautbois) : Sheree
- Timothy Stack (VF : Philippe Catoire) : M.. Nelson
- Matt T. Baker (VF : Hervé Grull) : Derek
- Jim Jackman (VF : Frédéric Norbert) : Vegas
- Tara Killian : Patti
- Jennifer Walcott : Laurie
- Rachel Veltri : Dani

## Distinctions

### Nominations
- Prix Exclusivité DVD 2006 (DVD Exclusive Awards)[4] : 
  - Meilleur vidéoclip original pour Universal Pictures (Pour "Band Camp Girls: The Music Video" dans "American Pie Presents Band Camp - Unrated" (DVD)),
  - Meilleur acteur dans un second rôle (dans un film DVD Premiere) pour Eugene Levy et Universal Pictures.

## Autour du film
- Ce film marque le retour de Chuck Sherman alias « le Sherminator », présent dans les deux premiers films, absent dans le troisième. Chris Owen est le seul acteur, avec Eugene Levy, à apparaître dans l'un des spin-off de la saga American Pie.
- Tad Hilgenbrink reprend le rôle de Matt Stifler que jouait Eli Marienthal dans les deux premiers films de la série. Depuis que Marienthal a grandi, Hilgenbrink ressemble beaucoup plus à l'acteur Seann William Scott, qui a joué Steve Stifler, le frère de Matt. Ils ont en particulier le même tic au niveau de la lèvre supérieure.